# أنجيلا فيسر
أنجيلا فيسر (بالهولندية: Angela Visser) (من مواليد 18 أكتوبر 1966) ممثلة هولندية، عارضة أزياء وملكة جمال هولندا 1988، تنافست لأول مرة في مسابقة ملكة جمال العالم عام 1988 ، لكنها لم تتنافس. بعد عدة أشهر، تم إرسالها إلى ملكة جمال الكون 1989 التي عقدت في كانكون، ميكسيو. حيث توجت بمسابقة ملكة جمال الكون 1989. بعد فترة حكمها، عادت إلى المسابقة لتكون مضيف مساعده بين عامي (1991-1994). ظهرت أنجيلا في أدوار مساعدة منها دورها في فيلم سباي هارد (1996) و مسلسل فريندز (1994) و يو اس أي هاي (1997).

## الروابط الخارجية
- أنجيلا فيسر على موقع IMDb (الإنجليزية)
- أنجيلا فيسر على موقع قاعدة بيانات الفيلم (الإنجليزية)

- أنجيلا فيسر على إنستغرام